# Mecz Gwiazd PLKK 2003 - Rzeszów
Mecz Gwiazd – mistrz Polski – Gwiazdy STBL 2003 – towarzyski mecz koszykówki rozegrany 8 listopada 2003 roku w Rzeszowie. W spotkaniu wzięły udział zawodniczki mistrza kraju – Lotosu Gdynia oraz najwyższej klasy rozgrywkowej w Polsce reprezentujące zespół gwiazd ligi. 
W spotkaniu zabrakło kilku zawodniczek wybranych wcześniej do udziału w imprezie tj.: Aneta Bruzgul, Limor Mizrachi (obie Lotos), Dorota Piątkowska (Meblotap AZS Chełm), Edyta Krysiewicz (KS Cukierki Odra Brzeg). Natomiast miejsce Edyty Koryzny (CCC Aquapark Polkowice) w drużynie gwiazd zajęła jej klubowa koleżanka Justyna Kłosińska.
Miss Foto wybrano spotkania została wybrana reprezentantka Lotosu, Rosjanka Jekatierina Sytniak. Tytuł najlepszej zawodniczki spotkania przypadł w udziale Elżbiecie Trześniewskiej z PZU Polfa Pabianice, która zdobyła 27 punktów dla zespołu gwiazd. W nagrodę otrzymała monitor LCD firmy Sharp (wartości 2,5 tysiąca złotych) oraz 100 euro, które za udział w spotkaniu otrzymała każda zawodniczka.
- MVP: Elżbieta Trześniewska (Gwiazdy)[3]

## Statystyki spotkania
- Trener VBW Lotosu Clima Gdynia: Krzysztof Koziorowicz
- Trener drużyny gwiazd: Andrzej Nowakowski (ŁKS), asystent: Wojciech Downar-Zapolski (Wisła)

| VBW Lotos Clima Gdynia – 80               | VBW Lotos Clima Gdynia – 80               | VBW Lotos Clima Gdynia – 80               | 81 – Gwiazdy STBL                         | 81 – Gwiazdy STBL                         | 81 – Gwiazdy STBL                         | 81 – Gwiazdy STBL                         |
| Wyniki Kwart – 18:20, 26:17, 18:25, 18:19 | Wyniki Kwart – 18:20, 26:17, 18:25, 18:19 | Wyniki Kwart – 18:20, 26:17, 18:25, 18:19 | Wyniki Kwart – 18:20, 26:17, 18:25, 18:19 | Wyniki Kwart – 18:20, 26:17, 18:25, 18:19 | Wyniki Kwart – 18:20, 26:17, 18:25, 18:19 | Wyniki Kwart – 18:20, 26:17, 18:25, 18:19 |
| Zawodnik                                  | Kraj                                      | Pkt                                       | Zawodnik                                  | Kraj                                      | Klub                                      | Pkt                                       |
| ----------------------------------------- | ----------------------------------------- | ----------------------------------------- | ----------------------------------------- | ----------------------------------------- | ----------------------------------------- | ----------------------------------------- |
| Małgorzata Dydek                          | Polska                                    | 0                                         | Beata Krupska-Tyszkiewicz                 | Polska                                    | Stary Browar AZS Poznań                   | 2                                         |
| Joanna Cupryś                             | Polska                                    | 4                                         | Renata Piestrzyńska                       | Polska                                    | PZU Polfa Pabianice                       | 7                                         |
| Chasity Melvin                            | Stany Zjednoczone                         | 21                                        | Daiva Jodeikaitė                          | Litwa                                     | ŁKS Lotto Łódź                            | 15                                        |
| Elaine Powell                             | Stany Zjednoczone                         | 6                                         | Ewelina Kobryn                            | Polska                                    | TS Wisła Can-Pack Kraków                  | 7                                         |
| Jekatierina Sytniak                       | Rosja                                     | 5                                         | Katarzyna Kenig                           | Polska                                    | ŁKS Lotto Łódź                            | 4                                         |
| Tatjana Troina                            | Białoruś                                  | 7                                         | Sylwia Wlaźlak                            | Polska                                    | PZU Polfa Pabianice                       | 8                                         |
| Natalja Wodopjanowa                       | Rosja                                     | 13                                        | Elżbieta Trześniewska                     | Polska                                    | PZU Polfa Pabianice                       | 27                                        |
| Paulina Pawlak                            | Polska                                    | 7                                         | Justyna Kłosińska                         | Polska                                    | CCC Aquapark Polkowice                    | 5                                         |
| Agnieszka Szott                           | Polska                                    | 0                                         | Marta Żyłczyńska                          | Polska                                    | KS Cukierki Odra Brzeg                    | 2                                         |
| Agnieszka Bibrzycka                       | Polska                                    | 17                                        | Olga Żytomirska                           | Polska                                    | KS Cukierki Odra Brzeg                    | 4                                         |